# Wrapped Up Good
Wrapped Up Good è il secondo album in studio del gruppo musicale australiano The McClymonts, pubblicato il 26 gennaio 2010 dall'etichetta discografica Universal Music Group.

## Tracce
1. Kick It Up – 3:00 (Brooke McClymont, Trey Bruce)
2. Wrapped Up Good – 3:42 (Brooke McClymont, Samantha McClymont, Mollie McClymont, Nathan Chapman)
3. He Used to Love Me – 3:45 (Brooke McClymont, Mollie McClymont, Matt Nolan)
4. Boy Who Cried Love – 3:13 (Brooke McClymont, Erinn Sherlock)
5. Take It Back – 3:39 (Brooke McClymont, Samantha McClymont, Mollie McClymont, Nathan Chapman)
6. Rock the Boat – 4:34 (Brooke McClymont, Reed Vertelney, Lindy Robbins)
7. I'm Not Done With You Just Yet – 3:50 (Brooke McClymont, Samantha McClymont, Mollie McClymont, Leslie Satchet)
8. A Woman Is a Flame – 3:44 (Samantha McClymont, Mollie McClymont, Erinn Sherlock)
9. Hearts on Fire – 3:33 (Brooke McClymont, Samantha McClymont, Mollie McClymont, Patrick Davis)
10. If You're Gonna Love Me – 3:23 (Adam Anders, Tommy Lee James)
11. I Could Be a Cowboy – 3:37 (Brooke McClymont, Samantha McClymont, Mollie McClymont, Nathan Chapman)
12. Cannonball – 2:50 (Brooke McClymont, Erinn Sherlock)

## Classifiche
| Classifica (2010) | Posizione massima |
| ----------------- | ----------------- |
| Australia         | 2                 |